# قلعه فوکویاما
قلعه فوکویاما (به ژاپنی: 福山城, Fukuyama-jō)، در ولایت بیچو در یک دوره نانبوکوچو، یک قلعه ژاپنی به سبک یاماجیرو (قلعه کوهی) واقع در سوجا، اوکایاما در استان اوکایاما بود.